# 耶斯迦
耶斯迦是先於波你尼的梵語语法学家（公元前六-五世紀，依據喬治敦大學的 Shukla 考證）。他的著名著作是《尼禄多》，處理詞的詞源、詞法范疇和語義。他被認為繼承了 Śākaṭāyana，在他的文本中提到過這位更老的文法家和吠陀評注者。他有時被稱為 Yāska ācārya (ācārya = 導師)。 
《尼禄多》嘗試解釋詞如何得到它們的意義，特別是在解釋吠陀經文的語境中。它包括了從詞根和詞綴形成詞的規則系統，和不規則詞的詞匯表，并形成了后來的字典和詞典的基礎。它構成自三本部分:(i) Naighantuka 一組同義詞；(ii) Naigama 一組特定於吠陀的詞，和 (iii) Daivata 關於神和祭祀的詞。  
《尼禄多》是吠陀的六支之一，也是古印度梵語學科課程的必修主題。

## 詞法范疇和詞類
耶斯迦定義了四個主要的詞范疇: 
1. nāma - 名詞或實詞
2. ākhyāta - 動詞
3. upasarga - 前動詞或前綴
4. nipāta - 質詞(particle)，不變詞(可能前置詞)

Yāska 挑出了兩個主要本體論范疇: 過程或行動(bhāva)，和實體或存在或事物(sattva)。接著他定義動詞為其中 bhāva 為主，而名詞為其中 sattva 為主。依據某一種解釋，“過程”(process)是有前期階段和后期階段的，在這種過程是主導意義的時候，使用限定動詞如 vrajati“walks”或 pachati“cooks”。
但是名詞/動詞的這種刻畫是不充分的，對於某些過程可以有名詞性形式(比如“He went for a walk”)。為此，Yaska 提出了當提及的過程從開始到結束延伸如同‘固化’的或‘定型’的塊(mūrta)，則使用動名詞，比如 vrajyā“a walk”或 pakti“cooking”。后者可以看作“概要掃描”的一種情況，因為過程中順序的元素是缺乏的。  
這些概念與現代的文法體概念有關，mūrta 構成完整體而 bhāva 構成非完整體。
Yaska 還給出對名詞的既具體又抽象的測驗: 名詞是可以用代名詞“that”指示的詞。

### 作為意義載體的詞: 原子論和整體論爭議
如現代語義學一樣，Yaska 把詞看作意義的主要載體。這種詞在確定意義中有主要或首選本體論地位的觀點，在印度傳統中被激烈爭論了很多個世紀。爭論雙方分別叫做 Nairuktas(基於 Yaska 的 Nirukta，所謂的原子論)，和 Vaiyākarans(跟從 Panini 的文法家，所謂的整體論)，而這個爭論以各種形式被來自正理、弥曼差和佛教學派的哲學家們繼續了十二個世紀。
在先於 Yaska 并可能同樣先於 Sakatayana 的 prātishākhya 文本中，爭論的要點以經的形式神秘的陳述為“saṃhitā pada-prakṛtiḥ”。依據原子論的觀點，詞是句子從而構造的主要元素(prakṛti)，而整體論認為句子是主要實體，最初給出談話(utterance)的語境，而詞只是通過分析和抽象而得出的。
這個爭論有關於語言片段的原子論和整體論解釋 - 現在傳統語義學和認知語言學之間爆發著非常類似的爭論，焦點是詞是否自身有可以組合以形成更大詞串的語義釋義。認知語義學的觀點是詞約束意義，但實際意義只能通過考慮大量的個別前后文暗示來構造。

### 在詞源上名詞起源於動詞
Yaska 還維護了在 Sakatayana 遺失了的文本中首次提出的觀點，在詞源上，多數名詞起源於動詞。英語中一個例子名詞 origin 起源於拉丁語的 originalis，而它最終基於了動詞 oriri“to rise”。

## 腳注
1. 1 2  
Bimal Krishna Matilal. . Oxford. Yaska is dealt with in Chapter 3. 1990.
2. ↑  
Ronald W. Langacker. . Berlin/New York: Mouton de Gruyer. 1999. ISBN 3-11-0166604-6 请检查|isbn=值 (帮助).

## 外部連結
- Niruktam sememes
- http://www.hinduwebsite.com/hinduism/concepts/vedangas.asp （页面存档备份，存于）